# Ерве Ле Телльє
Ерве Ле Телльє (фр. Hervé Le Tellier; 21 квітня 1957 року, Париж) — французький письменник і мовознавець, член міжнародної літературної групи УЛІПО, її четвертий президент. Серед інших відомих членів групи — Ремон Кено, Жорж Перек, Італо Кальвіно, Жак Рубо, Жан Лескюр та Гаррі Метьюз.
Ле Телльє отримав Гонкурівську премію 2020 року за роман " Аномалія " і таким чином став першим членом УЛІПО — лауреатом цієї премії.

## Біографія
Ле Телльє народився в Парижі. Почав свою кар'єру як науковий журналіст; 1992 року приєднався до групи УЛІПО. Як автор, він привернув до себе увагу в 1998 після публікації у Франції його книги «Вражені амнезією не пережили нічого незабутнього» (Les amnésiques n'ont rien vécu d'inoubliable) — збірки з тисячі коротких речень, що починаються фразою «Je pense que» (Я думаю, що …).
У 2002 році Ле Телльє став щоденним автором коротких сатиричних повідомлень під назвою «Papier de verre» («скляний папір») на вебсайт газети Le Monde. Разом з Фредеріком Пажем та іншими письменниками він заснував "Асоціацію друзів Жана-Батиста Ботюля ", щоб просувати цього вигаданого філософа та його вчення «ботулізм».
Однією з його публікацій є Esthétique de l'Oulipo («Естетика Уліпо», 2006) — особистий погляд на літературу формальних обмежень.
Сім книг Ле Телльє перекладено англійською мовою. Права на переклад роману «Аномалія» за рік купили 40 країн.

## Твори
- Sonates de bar, 1991
- Le Voleur de nostalgie, 1992
- La Disparition de Perek, 1997
- Les amnésiques n'ont rien vécu d'inoubliable, 1998
- Inukshuk, 1998
- Joconde jusqu'à cent, 1999
- Zindien, 2000
- Encyclopaedia Inutilis, 2002
- Joconde sur votre indulgence, 2002
- Cités de mémoire, 2003
- La Chapelle Sextine, 2005
- Esthétique de l'Oulipo, 2006
- Je m'attache très facilement, 2007
- Les Opossums célèbres, 2007
- Assez parlé d'amour, 2009
- L'Herbier des villes 2010
- Eléctrico W, 2011
- Contes liquides, 2013
- Demande au muet, 2014
- Moi et François Mitterrand, 2016
- Toutes les familles heureuses, 2017
- L'anomalie, 2020

## Переклади українською
Роман «Аномалія» в українському перекладі Івана Рябчія опублікувало видавництво Нора-Друк у 2021 році.
- Ле Телльє Ерве. Аномалія. Роман; пер. з французької Іван Рябчий. — Київ: Нора-Друк, 2021. — 320 с. ISBN 978-966-688-081-2.